# Henry Murray
Henry Alexander Murray (New York, 1893. május 13. – Cambridge, Massachusetts, 1988. június 23.) amerikai pszichológus, a szükséglet- és motívumalapú személyiségelmélet megalkotója, és a tematikus appercepciós teszt (TAT) kifejlesztője.

## Életútja
Henry Alexander Murray 1893-ban New Yorkban született, egy gazdag család középső gyermekeként. Édesanyjával nem volt jó kapcsolata. Egyik írásában kifejti, hogy édesanyja több időt töltött két testvérével mint vele, és ez azt az érzést keltette benne, hogy csak magára számíthat az életben. Valószínűleg a gyerekkorában átélt érzések miatt kezdett el foglalkozni az ember társas szükségleteivel, és ezek vezették azon nézetéhez, hogy a szükségletek határozzák meg az emberi viselkedést. Murray 1915-ben történelem szakon végzett a Harvard Egyetemen, majd átkerült a Columbia Egyetemre, ahol biológiából diplomázott 1919-ben. Négy évig embriológiát tanult a Rockefeller Intézetben, majd biokémiából doktorált Cambridge-ben.
Orvosi tanulmányai után visszatért a Harvardra, és több mint 30 éven keresztül tanított. Pszichológusi pályafutásában kulcsszerepet töltött be Christiana Morgan, Carl Gustav Jung, és Herman Melville. Christiana Morgannel való találkozása több szempontból is fordulópontot jelentett. Christiana érdeklődött az ember belső világa iránt, ő vezette be Murray-t a tudattalan rejtelmeibe. Az idő során kapcsolatuk elmélyült, és Murray-t szörnyű érzések gyötörték, ugyanis feleségét Josephine-t sem akarta elhagyni. (Murray ebben a helyzetben ismerte fel, hogy léteznek olyan motívumok, melyek egyszerre hatnak az emberre, és melyek egymással szembekerülvén konfliktust okoznak a személyiségben.)
Morgan nagyon kedvelte Carl Gustav Jung műveit, hatására Murray meglátogatta Jungot 1925-ben Svájcban. Beszélgetésükkor kiderült, hogy mindketten ugyanabban a helyzetben vannak, csak Jungot nem gyötörte a bűntudat érzése. Azt a tanácsot adta Murray-nek, hogy ne adja fel egyik kapcsolatát sem, folytassa mindkettőt nyíltan. Murray így tett negyven éven keresztül. Jung azért töltött be kulcsszerepet Murray pszichológusi pályaválasztásában, mert Murray-nek meghatározó volt az az élménye, hogy egy pszichológus olyan tanáccsal látta el, mely megoldást jelentett a problémájára. Nagy hatással volt rá Herman Melville Moby Dick c. világhírű alkotása, mely Murray szerint olyan mélyen képes feltárni a tudattalant, mint Freud vagy Jung művei. 
1926-ban elkötelezte magát a pszichológusi pálya mellett, majd a Harvard Pszichológiai Klinikán Morton Prince asszisztense lett, 1928-ban pedig a klinika igazgatója. 1961-ben elnyerte az APA Kiemelkedő Tudományos Teljesítményért járó díjat, majd 1969-ben az Amerikai Pszichológiai Alapítvány Aranymedál-díját. Murray számos művet írt, melyek közül a legjelentősebb az 1938-as megjelenésű, 20 pszichológiai szükséglet leírását tartalmazó Explorations in Personality (Személyiség felfedezése). A könyvet pozitív és negatív kritikák egyaránt érték. Gordon Allport nagy lehetőségeket látott benne, McAdams az egyik legnagyszerűbb könyvnek tartotta, melyet a személyiség pszichológiájáról valaha írtak, M. Brewster Smith (Murray tanítványa) szerint Murray alkotta meg a modern személyiségpszichológiát. A könyv ma is használható az emberi szükségletek és motívumok elemzéséhez.

## Pszichológiája

### Személyiségelméletének alapfogalmai
Az elmélet alapja: pszichológiai szükségletek és motívumok hatnak az ember gondolataira, ill. cselekedeteire, s így azok meghatározzák az egész személyiséget. Murray azt vallotta, hogy a pszichológiai jelenségeket is agyi folyamatokként kell értelmezni.

#### Szükséglet
Murray szerint a szükséglet egy olyan belső erő, mely meghatározza, hogyan keressük környezetünk tárgyait, és hogyan válaszolunk rájuk. Megfogalmazott úgynevezett elsődleges szükségleteket, mint pl. a táplálék, víz, levegő, s a fájdalom elkerülése, vagy a szexuális kapcsolat igénye, melyek az ember biológiai természetéből erednek. A másodlagos vagy pszichogén szükségletek, mint a hatalomvágy, teljesítményszükséglet, származhatnak biológiai szükségletekből is, de inkább pszichológiai felépítésünkből jellemzői.
Biológiai szükségleteink úgy irányítják viselkedésünket, hogy azok újra és újra kielégülésre találjanak. Amikor például táplálékra van szükségünk, és az éhségünk már elég erős, akkor olyan cselekedeteket hajtunk végre, melyek táplálékhoz juttatnak minket. Ezután a szükségletünk lecsökken. Beszélhetünk a szükségletek erősségéről is, melyek befolyásolják a kapcsolódó viselkedés intenzitását. Minél erősebb a szükséglet, annál intenzívebb a cselekvés, illetve annál előbb fog cselekvéshez vezetni. A szükségletek tehát irányító szerepet töltenek be, meghatározzák, hogy a lehetséges cselekvések közül, melyik fog megjelenni az adott időben. Céltárgyakra vagy valamilyen osztályra, csoportra irányulnak (például ha szomjasak vagyunk, akkor vízre van szükségünk), emellett a mozgást a céltárgy felé, vagy azzal ellentétes irányba terelik (vagy a megszerzés, vagy az elkerülés áll a szándékunkban). A szükségletek időtől és körülményektől függnek; vannak ideiglenes, és állandó szükségleteink is, melyek tekintetében különbözünk.

#### Motívumok
A szükségletek motívumokon keresztül fejeződnek ki, a motívumok pedig cselekvésekben nyilvánulnak meg. Másképpen mondva, a szükséglet egy olyan fizikai állapot, melyet közvetlenül nem tudunk érzékelni, de ami ugyanakkor kialakít egy motivációs állapotot, melyet már képesek vagyunk közvetlenül átélni. (Például a táplálékszükségletet nem, de az éhség élményét átéljük.) A motívumok és a szükségletek tehát megkülönböztethetőek egymástól, az emberek azonban általában felváltva használják őket.

#### Környezeti ráhatások
A motívumokra nemcsak belső erők (szükségletek) hatnak, hanem külső erők, azaz környezetünk eseményei is. Ezeket Murray környezeti ráhatásnak, vagy környezeti nyomásnak nevezte. A ráhatás és a szükséglet közötti különbség érzékeltethető például az éhség, mint biológiai motívum példáján keresztül: a táplálék szükséglete kialakítja az éhség motívumát, melynek hatására megeszünk például egy mogyoróvajas kenyeret. Így kielégül táplálékszükségletünk, de ha megpillantunk valakit mondjuk egy szelet csokoládéval, akkor újra erős lesz bennünk az éhség motívuma, de ez esetben nem belső szükséglet, hanem egy környezeti nyomás hatására. A környezeti nyomás nemcsak az elsődleges, a másodlagos szükségletekből eredő motívumokra is hat. Például ha gyakran találkozunk olyannal, aki párkapcsolatban él, akkor az növelheti azon vágyunkat, hogy mi is párkapcsolatot létesítsünk valakivel. 
Gyermekkorban előforduló gyakori környezeti ráhatások, melyek motívumokon keresztül befolyásolják a viselkedést (Murray, 1938):
| Környezeti ráhatás        | Fellépő motívum                |
| ------------------------- | ------------------------------ |
| A társaság hiánya         | Új barátságok iránti vágy      |
| Családi veszekedések      | Nyugalom iránti vágy           |
| A változatosság hiánya    | Új élmények keresésének igénye |
| A bizalom elvesztése      | A megtorlás vágya              |
| Következetlen fegyelmezés | A bejósolhatóság igénye        |
| Barátságok                | Gondozás iránti vágy           |
| Korlátozás                | Szabadság iránti vágy          |

A személyiség szükséglet- és motívumalapú megközelítésének pozitívuma, hogy képes egységes rendszerbe foglalni a motívumok változásait, és az egyének közötti különbségeket, valamint a környezeti ráhatás, mint fogalom bevezetése, mellyel leírhatók a személyiség által megélt szituációk.

### A Murray-féle szükségletrendszer
Murray 1938-ban dolgozta ki a pszichológiai szükségletek listáját, melyben a másodlagos vagy pszichogén szükségletekre helyezte a hangsúlyt. Úgy vélte, hogy ezeknek a szükségleteknek a mintázatai határozzák meg a személyiséget, ill. hogy minden ember rendelkezik mindegyik szükséglettel, de ezek szintjében eltérnek egymástól (diszpozicionális hajlam). A szükségletek lehetnek tudatosak és tudattalanok, és számos módon összekapcsolódhatnak. Gyakran összeolvadnak, de állhatnak egymás szolgálatában, ill. konfliktusba is kerülhetnek egymással. Az első esetben egy cselekvésben nyilvánulnak meg. Egymás szolgálatában állnak akkor, amikor pl. a rendszükséglet támogatja a teljesítményigényt. Konfliktusról akkor beszélhetünk, ha például egyszerre van autonómia- és affiliációs igényünk (tehát ha egy időben hajlunk a függetlenségre, de ugyanakkor szeretnénk együtt lenni valakivel, akivel megoszthatjuk az élményeinket). 
Ugyanúgy ahogy a szükségletek, a környezethatások is összekapcsolódhatnak egymással. (Vagyis összeolvadhatnak, állhatnak egymás szolgálatában, de ellentétbe is kerülhetnek egymással.)
A pszichológiai szükségletek listájának egy részlete (Murray, 1938):
| Terület                           | Szükséglet         | Jellemző viselkedés                       |
| Ambíció                           | Teljesítmény       | Akadályok legyőzése                       |
| --------------------------------- | ------------------ | ----------------------------------------- |
|                                   | Felismerés         | Teljesítmények leírása                    |
|                                   | Feltűnéskeltés     | Mások rémisztése és megbotránkoztatása    |
| Élettelen tárgyakhoz való kötődés | Birtoklás          | Javak szerzése                            |
|                                   | Rend               | A dolgok tisztán és rendben tartása       |
|                                   | Fenntartás         | A dolgok állagának megóvása               |
|                                   | Alkotás            | Építés                                    |
| A státus védelme                  | Rejtőzködés        | Hátrányos helyzet vagy kudarc takargatása |
|                                   | Védekezés          | Magyarázat vagy bocsánatkérés             |
|                                   | Ellenszegülés      | Visszavágás támadás esetén                |
| Emberi hatalom                    | Dominancia         | Mások irányítása                          |
|                                   | Alkalmazkodás      | Együttműködés vagy engedelmeskedés        |
|                                   | Autonómia          | Szembenállás a hatalommal                 |
|                                   | Ellenkezés         | Ellenzéki pozíció felvétele               |
|                                   | Agresszió          | Támadás vagy lekicsinylés                 |
|                                   | Megalázkodás       | Bocsánatkérés vagy vallomás               |
|                                   | Szégyen elkerülése | A megalázó érzések elfojtása              |
| Embertársi érzelmek               | Affiliáció         | Társas időtöltés                          |
|                                   | Elutasítás         | Mások letorkolása                         |
|                                   | Gondozás           | Gondoskodás másokról                      |
|                                   | Támaszkeresés      | Segítség elfogadása                       |
|                                   | Játék              | Társas szórakozás keresése                |
| Információcsere                   | Megismerés         | Mások megkérdezése                        |
|                                   | Oktatás            | Információ nyújtása másoknak              |

### A tematikus appercepciós teszt
A TAT-ot 1935-ben fejlesztette ki Murray és Christiana Morgan. Ugyanis a szükséglet- és motívumalapuló elméletben a személyiség megismeréséhez fel kell mérni a motívumokat (szükségleteket). Ez azonban nem könnyű feladat, hiszen nem minden szükségletünket fejezzük ki nyíltan. Manifeszt (nyílt) és latens (rejtett) szükségleteket különböztetett meg Murray, aki úgy vélte, hogy a fantáziákból következtethetünk a latens szükségletekre. Az appercepció folyamatára épül a TAT, melynek lényege, hogy a fantázia kivetül egy ingertárgyra. Az eljárás során különböző képeket mutatnak a vizsgálati személynek, akinek az a feladata, hogy fantáziája segítségével történeteket társítson hozzájuk. A történetben lehetőleg ki kell térnie arra, hogy mi történik, mi fog történni a képen, mit gondolnak, éreznek a szereplők, milyen kapcsolat van közöttük, stb. Murray szerint tehát ezekből a kitalált történetekből lehet fényt deríteni az intenzív szükségletekre, motivációkra. Különböző témák jelenhetnek meg a képek esetében, melyek külön pontozhatók. A képek egymás utáni bemutatása arra ad lehetőséget, hogy a személyiség jellemző motívumaira következtethessünk. Vizsgálatok kimutatták a teszt megbízhatóságát, így a kutatók széles körben kezdték el alkalmazni a 20. században. A klinikai- és személyiségpszichológiában ma is az egyik leggyakrabban használt pszichológiai mérőeszköz.

### Perszonológia
A perszonológia Murray által rendszeresen használt kifejezés volt, mely valószínűleg Jan Christiaan Smuts-tól (híres dél-afrikai katona és politikus) származik. Murray azt vallotta, hogy a teljes személyiséget kell vizsgálni (hosszabb időn át), és az egyén élettörténetére kell helyezni a hangsúlyt. Elméletét 51 egyetemistával való vizsgálatára alapozta. (A résztvevőket többféle módszerrel tesztelték, különböző szakemberek készítettek velük interjút.) A perszonológia, mint a személyiség önálló tudománya jelent meg, mely magába olvaszt minden olyan tudományt, mely az emberi elmével és testtel összeegyeztethető.

## Jelentősége
- Személyiségváltozókat alkotott, melyek ma is használatosak a személyiség-, és szociálpszichológiai kutatásokban
- Forradalmasította a személyiség értékelését többféle módszert alkalmazva
- Fontos szerepet kapott az egyedi esettanulmány, pszichológiai biográfiák
- A TAT az egyik legelterjedtebb pszichológiai mérőeszközzé vált a klinikai pszichológiában és a személyiségkutatásban
- Hidat emelt a pszichoanalízis és a kísérleti pszichológia közé

## Főbb művei
- Murray, H. A. (1938). Explorations in Personality. New York: Oxford University Press
- Murray, H. A. (1940). What should psychologists do about psychoanalysis? Journal of Abnormal and Social Psychology, 35, 150–175.
- OSS Assessment Staff. (1948). Assessment of Men: Selection of Personnel for the Office of Strategic Service. New York: Rinehart
- Murray, Henry A. and Clyde Kluckhohn. (1953) Personality in Nature, Society, and Culture. New York: Knopf

## Magyarul
- TAT. Tematikus appercepciós teszt. Kézikönyv; OS Hungary Tesztfejlesztő, Bp., 2008